# Indulis Bekmanis
Indulis Bekmanis, né le 21 février 1989 à Riga, est un coureur cycliste letton.

## Palmarès
- 2005
  -  Médaillé d'argent du contre-la-montre au Festival olympique de la jeunesse européenne
- 2007
  - 3e du Trofeo Karlsberg
- 2009
  -  Champion de Lettonie du contre-la-montre espoirs
- 2010
  -  Champion de Lettonie sur route espoirs
  -  Champion de Lettonie du contre-la-montre espoirs
  - 3e du championnat de Lettonie sur route
- 2011
  - 2e étape du Baltic Chain Tour
  - 3e du championnat de Lettonie du contre-la-montre espoirs
- 2012
  - 3e du championnat de Lettonie sur route
  - 3e du championnat de Lettonie du contre-la-montre